# Burmeistera
- Commons
- Wikispecies

Burmeistera é um gênero botânico pertencente à família Campanulaceae.